# Triangle du feu

Le triangle du feu montrant les trois éléments indispensables pour une combustion chimique.

Le triangle du feu est un modèle simple pour comprendre les éléments nécessaires pour la plupart des combustions et  incendies.
Le concept de « triangle du feu » est voisin du concept de « tétraèdre du feu » :
- le triangle mobilise trois éléments et correspond à la combustion sans flammes
- le tétraèdre mobilise quatre éléments et correspond à la combustion avec flammes.

## Triangle du feu
La réaction chimique de la combustion ne peut se produire que si l'on réunit au minimum trois éléments : un combustible, un comburant (dioxygène), et une énergie d'activation, chacun en quantité suffisante. C'est pourquoi on parle du « triangle du feu ».
La disparition (par consommation lors de la combustion), ou la suppression (par une action externe), de l'un de ces trois éléments du triangle du feu suffit à arrêter la combustion.

## Tétraèdre du feu
« Historiquement, la chimie du feu était basée sur le triangle du feu. Au début des années 1980, une quatrième partie, connue sous le nom de radicaux libres, fut identifiée. Aujourd’hui, il est bien connu que la chimie du feu est basée sur le « tétraèdre du feu », qui consiste en oxygène, carburant, chaleur et les radicaux libres » sans lesquels aucune combustion avec flammes n'est possible.

Le tétraèdre du feu.

En l’absence de radicaux libres, la combustion peut se poursuivre, mais sans flammes : feux de braises de charbon de bois, ou de coke par exemple, et à condition que leur température reste suffisante. C’est ainsi qu’on ne peut rallumer la tige calcinée d’une allumette qui vient de brûler.